# Belejringen af Charleston
Belejringen af Charleston er et af de vigtigste slag som fandt sted mod slutningen af den amerikanske uafhængighedskrig hvor briterne havde rykket sit fokus mod de sydlige kolonier. Fra 1777 til 1778 havde briterne betydelig succes, hovedsagelig i staten Georgia og belejringen af Savannah. Antal slag som blev vundet af briterne i 1779 øgede kraftigt året efter da de fejede gennem South og North Carolina.
Den britiske regering sendte Henry Clinton for at lede en kombineret militær- og marine-ekspedition sydover efter at de ikke lykkedes i at få overtaget i nord i 1779. Han evakuerede Newport, Rhode Island, 25. oktober og forlod New York med den tyske general Wilhelm von Knyphausen. I december sejlede han med 8500 mænd for at tilslutte sig Marc Prevost i Savannah. Charles Cornwallis slog følge med ham, og senere sluttede Francis Rawdon-Hastings sig til ham så at styrken var på totalt 14.000 mænd. Clinton marcherede mod Charleston og afskar byen for undsætning, og efter en lang belejring tvang han den amerikanske general Benjamin Lincoln til at overgive sig den 12. maj. Tabet af byen og dens 5000 soldater var et alvorligt slag mod den amerikanske sag. Den tilsyneladende underkastelse til South Carolina fulgte. I juni rejste Clinton tilbage til New York City og efterlod Cornwallis med kommandoen, med instruktioner om at også kue North Carolina.